# Cabrespine (Cantal)
Pour l’article homonyme, voir Cabrespine.
Cabrespine est un sommet des monts du Cantal dans le Massif central.

## Toponymie
Le sommet est signalé sur la carte d'état-major (1820-1866) sous le nom de « vacherie de Cabrespine ».

## Géographie
Cabrespine est situé sur une ligne de crête entre le puy de Bassierou et le Piquet, entre les communes de Saint-Projet-de-Salers et de Mandailles-Saint-Julien.

## Activités

### Protection environnementale
Le sommet est inclus dans le site Natura 2000 « Massif cantalien », dans la ZNIEFF de type 2 « Monts du Cantal », ainsi que dans la ZNIEFF de type 1 « Puy Mary ».

### Randonnée
La montagne est traversée par le sentier de grande randonnée 400.